# Bernhard Varenius
Bernhard Varenius, Bernhard Varen ou Bernard Varenius en latin, est un géographe allemand, né à Hitzacker (Hanovre) en 1622 et mort à Leyde en 1650 ou 1651. L'un des pionniers de la géomorphologie, il a publié Geographia Generalis.

## Biographie
Bernhard Varenius naît à Hitzacker (Hanovre) en 1622.
Il s'intéresse à la géomorphologie et est l'un des pionniers de cette discipline. Il réalise une description détaillée des formes de terrain à l'échelle mondiale, qu'il publie dans son ouvrage Geographia Generalis en 1650. Ce travail permet de distinguer deux grands types d'analyse en géographie, la géographie générale et la géographie régionale, distinction dont il est à l'origine. Il distingue également la géographie physique de la géographie humaine. La traduction française date de 1750. La réédition de 1755 se trouve dans Gallica sous la notice suivante: Géographie générale, composée en latin par Bernard Varenius ; revue par Isaac Newton, augmentée par Jacques Jurin, traduite en anglois d'après les éditions latines données par ces auteurs, avec des additions sur les nouvelles découvertes, et présentement traduite de l'anglois en françois.
Isaac Newton publie en 1681 une nouvelle édition de l'ouvrage mise à jour.
Il meurt à l'âge de 28 ans, en 1650 ou 1651.